# Triei
Triei is een gemeente in de Italiaanse provincie Nuoro (voormalig: Ogliastra) (regio Sardinië) en telt 1.132 inwoners (01-01-2018). De oppervlakte bedraagt 28,5 km², de bevolkingsdichtheid is 40 inwoners per km².
De volgende frazioni maken deel uit van de gemeente: Ardali.

## Demografie
Triei telt ongeveer 434 huishoudens. Het aantal inwoners daalde in de periode 1991-2001 met 7,4% volgens cijfers uit de tienjaarlijkse volkstellingen van ISTAT. Het inwonertal is sinds toen wel wat gestegen. In een telling van 2004 is het inwonertal gestegen met 33 inwoners, daarna nam het weer af. In 2018 telde te gemeente 1.132 inwoners, 16 minder als 14 jaar geleden.
| Jaar | Inwoneraantal |
| ---- | ------------- |
| 1991 | 1.204         |
| 2001 | 1.115         |
| 2004 | 1.148         |
| 2018 | 1.132         |

## Geografie
De gemeente ligt op ongeveer 140 meter boven zeeniveau.
Triei grenst aan de volgende gemeenten: Baunei, Lotzorai, Talana, Urzulei.
Arzana · Bari Sardo · Baunei · Cardedu · Elini · Gairo · Girasole · Ilbono · Jerzu · Lanusei · Loceri · Lotzorai · Osini · Perdasdefogu · Seui · Talana · Tertenia · Tortolì · Triei · Ulassai · Urzulei · Ussassai · Villagrande Strisaili
1. ↑  https://demo.istat.it/?l=it.